# Етнічна спільність
Етнічна спільність, етнічна спільнота (в етнографії, етнології, соціології) — вид стійкого соціального угруповання людей, що склався історично, може бути представлений родом, племенем, народністю, нацією; термін «етнічна спільність» близький поняттю «народ» в етнографічному значенні. Поняття Етнос охоплює всі типи етнічних спільнот.